# استخرگاه
استخرگاه روستایی از توابع بخش رحمت‌آباد و بلوکات شهرستان رودبار در استان گیلان ایران است.

## جمعیت
این روستا در دهستان دشتویل قرار دارد و براساس سرشماری مرکز آمار ایران در سال ۱۳۸۵، جمعیت آن ۲۱۳ نفر (۵۳خانوار) بوده‌است.

## مردم
مردم روستای استخرگاه مسلمان شیعه هستند و به زبان تاتی صحبت می‌کنند.